# Excalibur Hotel and Casino
 (décembre 2016).
Si vous disposez d'ouvrages ou d'articles de référence ou si vous connaissez des sites web de qualité traitant du thème abordé ici, merci de compléter l'article en donnant les références utiles à sa vérifiabilité et en les liant à la section « Notes et références ».
Pour les articles homonymes, voir Excalibur (homonymie).
L'Excalibur est un hôtel-casino de Las Vegas. Il est situé entre le Luxor et le New York - New York. Il a ouvert ses portes en 1990 et était le plus grand hôtel du monde avec ses 4 008 chambres jusqu'à l'arrivée du MGM Grand Las Vegas en 1993.

## Histoire
L'Excalibur a ouvert ses portes le 19 juin 1990. C'est alors l'un des premiers hôtels de Las Vegas à proposer des activités pour les enfants dont une animation simulation appelée  Merlin's Magic Motion Machine (« Machine magique animée de Merlin ») et de grandes piscines, reprises depuis par d'autres hôtels.
Le 21 mars 2003, ce qui fut alors le plus grand Megabucks Jackpot de tous les temps a été remporté à l'Excalibur. Le jackpot atteignait les 39 713 982,25 $.
Le 26 avril 2005, l'Excalibur et les autres hôtels du groupe Mandalay Resort Group ont été achetés par le groupe rival MGM Mirage.
- L'hôtel dispose de 4 008 chambres et suites.
- Le casino offre de nombreuses machines-à-sous et des tables de jeux sur une surface de 9 290 m2. De plus, le casino dispose aussi d'une salle de poker et d'une salle de paris sportifs.
- L'hôtel dispose de 7 restaurants :
- The Steakhouse at Camelot.
- Sir Galahad's Prime Rib House.
- Regale
- Sherwood Forest Cafe.
- Roundtable Buffet.
- Krispy Kreme.
- the food court.

- Un lounge-nightclub est présent dans l'hôtel : L'Octane Lounge.
- On trouve à l'Excalibur 3 grands divertissements :
- Tournament of Kings (combat médiéval).
- The Thunder from Down Under (comédie).
- Louie Anderson (jeux de carnaval).

L'hôtel dispose aussi d'un spa d'environ 1 200 m2 (The Royal Treatment Spa & Fitness Center) ainsi qu'une chapelle de mariage (Canterbury Wedding Chapel) et une salle de Convention de 1 115 m2.
L'hôtel dispose également d'un monorail reliant l'Excalibur au Mandalay Bay, en passant par le Luxor.
Il apparaît dans le jeu Grand Theft Auto: San Andreas sous le nom de Come-A-Lot.

## Les services de l'hôtel

### Les chambres de l'Excalibur
| - Contemporary Room - Tower Room |  | - Guest Suite |